# Hydroksylaza tyrozynowa
Hydroksylaza tyrozynowa (lub 3-monooksygenaza tyrozyny; EC 1.14.16.2) – enzym z grupy hydroksylaz odpowiedzialny za przekształcenie aminokwasu L-tyrozyny do dihydroksyfenyloalaniny, czyli DOPA.

## Funkcja
Hydroksylaza tyrozynowa, będąca oksygenazą, jest enzymem znajdującym się w cytozolu wszystkich komórek metabolizujących katecholaminy. Przekształca aminokwas tyrozynę w DOPA, aminę katecholową.
Enzym ten jest wysoce specyficzny wobec substratu i nie akceptuje żadnych pochodnych indolu; jest to unikalna cecha hydroksylazy fenyloalaninowej, w porównaniu z innymi enzymami zaangażowanymi w biosyntezę katecholamin, które współpracują z pochodnymi indolu.

## Struktura
Hydroksylaza tyrozynowa jest homotetramerem. Struktura enzymu jest zbliżona do budowy hydroksylazy fenyloalaninowej oraz hydroksylazy tryptofanowej.
Każda z czterech podjednostek zawiera po jednym atomie żelaza, którego obecność jest krytyczna dla aktywności enzymatycznej tego enzymu.

## Reakcja
+  + O2  ⇌   + 

## Medycyna
Aktywność hydroksylazy tyrozynowej może być spowolniona bądź zatrzymana przez inhibitor α–metylotyrozynę, jednakże nie jest to efektywny środek regulacji biosyntezy amin katecholowych. Środek ten jest rzadko używany, lecz jest bardzo użyteczny w leczeniu guza chromochłonnego. Ma także zastosowanie w przypadkach nadciśnienia tętniczego.